# 1980年のナショナルリーグチャンピオンシップシリーズ
1980年の野球において、メジャーリーグベースボール（MLB）のポストシーズンは10月7日に開幕した。ナショナルリーグの第12回リーグチャンピオンシップシリーズ（英語: 12th National League Championship Series、以下「リーグ優勝決定戦」と表記）は、同日から12日にかけて計5試合が開催された。その結果、フィラデルフィア・フィリーズ（東地区）がヒューストン・アストロズ（西地区）を3勝2敗で下し、30年ぶり3回目のリーグ優勝およびワールドシリーズ進出を果たした。
この年のレギュラーシーズンでは両球団は12試合対戦し、フィリーズが9勝3敗と勝ち越していた。アストロズにとって今シリーズは、球団創設19年目で初めて出場したポストシーズンのシリーズである。今シリーズは、ビハインドのチームが同点に追いつくか逆転した回数（10）と延長戦の数（4）でポストシーズン史上最多を記録した。アストロズは第4戦・第5戦ともに初のリーグ優勝まであとアウト6つに迫ったが、フィリーズはいずれの試合でも延長戦の末に勝利して逆転でリーグ優勝を果たした。1勝2敗と追い詰められたあとに敵地で連勝して逆転でシリーズを制するのは、1977年アメリカンリーグのニューヨーク・ヤンキースに次いで、フィリーズがリーグ優勝決定戦史上2球団目である。シリーズMVPには、最終第5戦の8回表に一時勝ち越しの2点三塁打を放つなど、5試合で打率.381・4打点・OPS.935という成績を残したフィリーズのマニー・トリーヨが選出された。このあとフィリーズは、ワールドシリーズでもアメリカンリーグ王者カンザスシティ・ロイヤルズを4勝2敗で下し、球団創設98年目で初の優勝を成し遂げた。

## 試合結果
1980年のナショナルリーグ優勝決定戦は10月7日に開幕し、途中に移動日を挟んで6日間で5試合が行われた。日程・結果は以下の通り。
| 日付                                                         | 試合  | ビジター球団（先攻）         | スコア | ホーム球団（後攻）           | 開催球場               | 開催球場                             |
| ------------------------------------------------------------ | ----- | ---------------------------- | ------ | ---------------------------- | ---------------------- | ------------------------------------ |
| 10月07日（火）                                               | 第1戦 | ヒューストン・アストロズ     | 1－3   | フィラデルフィア・フィリーズ | ベテランズ・スタジアム | ベテランズ・スタジアムアストロドーム |
| 10月08日（水）                                               | 第2戦 | ヒューストン・アストロズ     | 7－4   | フィラデルフィア・フィリーズ | ベテランズ・スタジアム | ベテランズ・スタジアムアストロドーム |
| 10月09日（木）                                               |       | 移動日                       | 移動日 | 移動日                       |                        | ベテランズ・スタジアムアストロドーム |
| 10月10日（金）                                               | 第3戦 | フィラデルフィア・フィリーズ | 0－1x  | ヒューストン・アストロズ     | アストロドーム         | ベテランズ・スタジアムアストロドーム |
| 10月11日（土）                                               | 第4戦 | フィラデルフィア・フィリーズ | 5－3   | ヒューストン・アストロズ     | アストロドーム         | ベテランズ・スタジアムアストロドーム |
| 10月12日（日）                                               | 第5戦 | フィラデルフィア・フィリーズ | 8－7   | ヒューストン・アストロズ     | アストロドーム         | ベテランズ・スタジアムアストロドーム |
| 優勝：フィラデルフィア・フィリーズ（3勝2敗 / 30年ぶり3度目） |       |                              |        |                              |                        | ベテランズ・スタジアムアストロドーム |

### 第1戦 10月7日
- ベテランズ・スタジアム（ペンシルベニア州フィラデルフィア）

|                              | 1 | 2 | 3 | 4 | 5 | 6 | 7 | 8 | 9 | R | H | E |
| ---------------------------- | - | - | - | - | - | - | - | - | - | - | - | - |
| ヒューストン・アストロズ     | 0 | 0 | 1 | 0 | 0 | 0 | 0 | 0 | 0 | 1 | 7 | 0 |
| フィラデルフィア・フィリーズ | 0 | 0 | 0 | 0 | 0 | 2 | 1 | 0 | X | 3 | 8 | 1 |

1. 勝利：スティーブ・カールトン（1勝）
2. セーブ：タグ・マグロウ（1S）
3. 敗戦：ケン・フォーシュ（1敗）
4. 本塁打
PHI：グレッグ・ルジンスキー1号2ラン
5. 審判
［球審］ボブ・エンゲル
［塁審］一塁: テリー・テイタ、二塁: ブルース・フローミング、三塁: ダグ・ハーヴェイ
［外審］左翼: エド・バーゴ、右翼: ジェリー・クロフォード
6. 夜間試合  試合時間: 2時間35分  観客: 6万5277人
詳細: MLB.com Gameday / Baseball-Reference.com

| ヒューストン・アストロズ | ヒューストン・アストロズ | ヒューストン・アストロズ | ヒューストン・アストロズ | ヒューストン・アストロズ                                                                              | フィラデルフィア・フィリーズ | フィラデルフィア・フィリーズ | フィラデルフィア・フィリーズ | フィラデルフィア・フィリーズ | フィラデルフィア・フィリーズ                                                                                |
| ------------------------ | ------------------------ | ------------------------ | ------------------------ | --- | ---------------------------- | ---------------------------- | ---------------------------- | ---------------------------- | --- |
| 打順                     | 守備                     | 選手                     | 打席                     | K・フォーシュL・プホルスA・ハウR・ランデストイE・カベルC・レイノルズJ・クルーズC・セデーニョG・ウッズ | 打順                         | 守備                         | 選手                         | 打席                         | S・カールトンB・ブーンP・ローズM・トリーヨM・シュミットL・ボーワG・ルジンスキーG・マドックスB・マクブライド |
| 1                        | 二                       | R・ランデストイ          | 両                       | K・フォーシュL・プホルスA・ハウR・ランデストイE・カベルC・レイノルズJ・クルーズC・セデーニョG・ウッズ | 1                            | 一                           | P・ローズ                    | 両                           | S・カールトンB・ブーンP・ローズM・トリーヨM・シュミットL・ボーワG・ルジンスキーG・マドックスB・マクブライド |
| 2                        | 三                       | E・カベル                | 右                       | K・フォーシュL・プホルスA・ハウR・ランデストイE・カベルC・レイノルズJ・クルーズC・セデーニョG・ウッズ | 2                            | 右                           | B・マクブライド              | 左                           | S・カールトンB・ブーンP・ローズM・トリーヨM・シュミットL・ボーワG・ルジンスキーG・マドックスB・マクブライド |
| 3                        | 左                       | J・クルーズ              | 左                       | K・フォーシュL・プホルスA・ハウR・ランデストイE・カベルC・レイノルズJ・クルーズC・セデーニョG・ウッズ | 3                            | 三                           | M・シュミット                | 右                           | S・カールトンB・ブーンP・ローズM・トリーヨM・シュミットL・ボーワG・ルジンスキーG・マドックスB・マクブライド |
| 4                        | 中                       | C・セデーニョ            | 右                       | K・フォーシュL・プホルスA・ハウR・ランデストイE・カベルC・レイノルズJ・クルーズC・セデーニョG・ウッズ | 4                            | 左                           | G・ルジンスキー              | 右                           | S・カールトンB・ブーンP・ローズM・トリーヨM・シュミットL・ボーワG・ルジンスキーG・マドックスB・マクブライド |
| 5                        | 一                       | A・ハウ                  | 右                       | K・フォーシュL・プホルスA・ハウR・ランデストイE・カベルC・レイノルズJ・クルーズC・セデーニョG・ウッズ | 5                            | 二                           | M・トリーヨ                  | 右                           | S・カールトンB・ブーンP・ローズM・トリーヨM・シュミットL・ボーワG・ルジンスキーG・マドックスB・マクブライド |
| 6                        | 右                       | G・ウッズ                | 右                       | K・フォーシュL・プホルスA・ハウR・ランデストイE・カベルC・レイノルズJ・クルーズC・セデーニョG・ウッズ | 6                            | 中                           | G・マドックス                | 右                           | S・カールトンB・ブーンP・ローズM・トリーヨM・シュミットL・ボーワG・ルジンスキーG・マドックスB・マクブライド |
| 7                        | 捕                       | L・プホルス              | 右                       | K・フォーシュL・プホルスA・ハウR・ランデストイE・カベルC・レイノルズJ・クルーズC・セデーニョG・ウッズ | 7                            | 遊                           | L・ボーワ                    | 両                           | S・カールトンB・ブーンP・ローズM・トリーヨM・シュミットL・ボーワG・ルジンスキーG・マドックスB・マクブライド |
| 8                        | 遊                       | C・レイノルズ            | 左                       | K・フォーシュL・プホルスA・ハウR・ランデストイE・カベルC・レイノルズJ・クルーズC・セデーニョG・ウッズ | 8                            | 捕                           | B・ブーン                    | 右                           | S・カールトンB・ブーンP・ローズM・トリーヨM・シュミットL・ボーワG・ルジンスキーG・マドックスB・マクブライド |
| 9                        | 投                       | K・フォーシュ            | 右                       | K・フォーシュL・プホルスA・ハウR・ランデストイE・カベルC・レイノルズJ・クルーズC・セデーニョG・ウッズ | 9                            | 投                           | S・カールトン                | 左                           | S・カールトンB・ブーンP・ローズM・トリーヨM・シュミットL・ボーワG・ルジンスキーG・マドックスB・マクブライド |
| 先発投手                 | 先発投手                 | 先発投手                 | 投球                     | K・フォーシュL・プホルスA・ハウR・ランデストイE・カベルC・レイノルズJ・クルーズC・セデーニョG・ウッズ | 先発投手                     | 先発投手                     | 先発投手                     | 投球                         | S・カールトンB・ブーンP・ローズM・トリーヨM・シュミットL・ボーワG・ルジンスキーG・マドックスB・マクブライド |
| K・フォーシュ            | K・フォーシュ            | K・フォーシュ            | 右                       | K・フォーシュL・プホルスA・ハウR・ランデストイE・カベルC・レイノルズJ・クルーズC・セデーニョG・ウッズ | S・カールトン                | S・カールトン                | S・カールトン                | 左                           | S・カールトンB・ブーンP・ローズM・トリーヨM・シュミットL・ボーワG・ルジンスキーG・マドックスB・マクブライド |

この年、レギュラーシーズン当初予定の162試合が終了した時点で、西地区ではアストロズとロサンゼルス・ドジャースが92勝70敗・勝率.568で同率首位となった。そのため10月6日、地区優勝決定ワンゲームプレイオフがドジャースの本拠地ドジャー・スタジアムで開催され、アストロズが7－1で勝利した。アストロズはカリフォルニア州ロサンゼルスからペンシルベニア州フィラデルフィアへ乗り込み、移動日なしで今シリーズ初戦に臨んだ。航空機燃料補給のためミズーリ州セントルイスを経由したこともあり、アストロズがベテランズ・スタジアムに到着したのは午後5時30分頃だった。
フィリーズはリーグ優勝決定戦に1976年から3年連続で出場し、一度も突破したことがない。フィリーズのファンはこの日、試合前の選手紹介時にラリー・ボーワやボブ・ブーン、グレッグ・ルジンスキーら自チームの選手にブーイングを浴びせた。フィリーズは、初回裏に2番ベイク・マクブライドの右前打と盗塁で二死二塁とするが、4番ルジンスキーは空振り三振で先制点を奪えず。2回裏にも二死から7番ボーワと8番ブーンの連打で走者を溜めながら、9番・先発投手のスティーブ・カールトンが空振り三振に倒れた。一方のアストロズも、初回表・2回表と2イニング連続で二死一・二塁の好機を逃していたが、3回表二死一・二塁から6番ゲイリー・ウッズの適時打で1点を先制した。アストロズの先発投手ケン・フォーシュは、最初の5イニングを無失点に抑えた。
フィリーズは6回裏、先頭打者ピート・ローズが遊撃への内野安打で出塁すると、二死後に4番ルジンスキーがフルカウントからの内角速球を捉え、逆転の2点本塁打とした。フォーシュは「狙っていたところより少し高めに浮いてしまった」と振り返ったが、ルジンスキーは「どんな球を打ったか覚えていない」という。続く7回裏、フィリーズは二死二塁で9番カールトンに打順がまわり、代打にグレッグ・グロスを送る。二塁走者ギャリー・マドックスが三塁への盗塁を成功させたあと、グロスが適時左前打でマドックスを還し、リードを2点に広げた。8回表からの2イニングはタグ・マグロウが無失点に封じ、3－1でフィリーズが先勝した。フィリーズが本拠地でポストシーズンの試合に勝利したのは、1915年のワールドシリーズ第1戦以来65年ぶりである。

### 第2戦 10月8日
- ベテランズ・スタジアム（ペンシルベニア州フィラデルフィア）

|                              | 1 | 2 | 3 | 4 | 5 | 6 | 7 | 8 | 9 | 10 | R | H  | E |
| ---------------------------- | - | - | - | - | - | - | - | - | - | -- | - | -- | - |
| ヒューストン・アストロズ     | 0 | 0 | 1 | 0 | 0 | 0 | 1 | 1 | 0 | 4  | 7 | 8  | 1 |
| フィラデルフィア・フィリーズ | 0 | 0 | 0 | 2 | 0 | 0 | 0 | 1 | 0 | 1  | 4 | 14 | 2 |

1. 勝利：フランク・ラコーテ（1勝）
2. セーブ：ウォーキーン・アンドゥハー（1S）
3. 敗戦：ロン・リード（1敗）
4. 審判
［球審］テリー・テイタ
［塁審］一塁: ブルース・フローミング、二塁: ダグ・ハーヴェイ、三塁: エド・バーゴ
［外審］左翼: ジェリー・クロフォード、右翼: ボブ・エンゲル
5. 夜間試合  試合時間: 3時間34分  観客: 6万5476人
詳細: MLB.com Gameday / Baseball-Reference.com

| ヒューストン・アストロズ | ヒューストン・アストロズ | ヒューストン・アストロズ | ヒューストン・アストロズ | ヒューストン・アストロズ                                                                          | フィラデルフィア・フィリーズ | フィラデルフィア・フィリーズ | フィラデルフィア・フィリーズ | フィラデルフィア・フィリーズ | フィラデルフィア・フィリーズ                                                                                |
| ------------------------ | ------------------------ | ------------------------ | ------------------------ | ------------------------------------------------------------------------------------------------- | ---------------------------- | ---------------------------- | ---------------------------- | ---------------------------- | --- |
| 打順                     | 守備                     | 選手                     | 打席                     | N・ライアンA・アシュビーA・ハウJ・モーガンE・カベルC・レイノルズJ・クルーズC・セデーニョT・プール | 打順                         | 守備                         | 選手                         | 打席                         | D・ルースベンB・ブーンP・ローズM・トリーヨM・シュミットL・ボーワG・ルジンスキーG・マドックスB・マクブライド |
| 1                        | 右                       | T・プール                | 左                       | N・ライアンA・アシュビーA・ハウJ・モーガンE・カベルC・レイノルズJ・クルーズC・セデーニョT・プール | 1                            | 一                           | P・ローズ                    | 両                           | D・ルースベンB・ブーンP・ローズM・トリーヨM・シュミットL・ボーワG・ルジンスキーG・マドックスB・マクブライド |
| 2                        | 三                       | E・カベル                | 右                       | N・ライアンA・アシュビーA・ハウJ・モーガンE・カベルC・レイノルズJ・クルーズC・セデーニョT・プール | 2                            | 右                           | B・マクブライド              | 左                           | D・ルースベンB・ブーンP・ローズM・トリーヨM・シュミットL・ボーワG・ルジンスキーG・マドックスB・マクブライド |
| 3                        | 二                       | J・モーガン              | 左                       | N・ライアンA・アシュビーA・ハウJ・モーガンE・カベルC・レイノルズJ・クルーズC・セデーニョT・プール | 3                            | 三                           | M・シュミット                | 右                           | D・ルースベンB・ブーンP・ローズM・トリーヨM・シュミットL・ボーワG・ルジンスキーG・マドックスB・マクブライド |
| 4                        | 左                       | J・クルーズ              | 左                       | N・ライアンA・アシュビーA・ハウJ・モーガンE・カベルC・レイノルズJ・クルーズC・セデーニョT・プール | 4                            | 左                           | G・ルジンスキー              | 右                           | D・ルースベンB・ブーンP・ローズM・トリーヨM・シュミットL・ボーワG・ルジンスキーG・マドックスB・マクブライド |
| 5                        | 中                       | C・セデーニョ            | 右                       | N・ライアンA・アシュビーA・ハウJ・モーガンE・カベルC・レイノルズJ・クルーズC・セデーニョT・プール | 5                            | 二                           | M・トリーヨ                  | 右                           | D・ルースベンB・ブーンP・ローズM・トリーヨM・シュミットL・ボーワG・ルジンスキーG・マドックスB・マクブライド |
| 6                        | 一                       | A・ハウ                  | 右                       | N・ライアンA・アシュビーA・ハウJ・モーガンE・カベルC・レイノルズJ・クルーズC・セデーニョT・プール | 6                            | 中                           | G・マドックス                | 右                           | D・ルースベンB・ブーンP・ローズM・トリーヨM・シュミットL・ボーワG・ルジンスキーG・マドックスB・マクブライド |
| 7                        | 捕                       | A・アシュビー            | 両                       | N・ライアンA・アシュビーA・ハウJ・モーガンE・カベルC・レイノルズJ・クルーズC・セデーニョT・プール | 7                            | 遊                           | L・ボーワ                    | 両                           | D・ルースベンB・ブーンP・ローズM・トリーヨM・シュミットL・ボーワG・ルジンスキーG・マドックスB・マクブライド |
| 8                        | 遊                       | C・レイノルズ            | 左                       | N・ライアンA・アシュビーA・ハウJ・モーガンE・カベルC・レイノルズJ・クルーズC・セデーニョT・プール | 8                            | 捕                           | B・ブーン                    | 右                           | D・ルースベンB・ブーンP・ローズM・トリーヨM・シュミットL・ボーワG・ルジンスキーG・マドックスB・マクブライド |
| 9                        | 投                       | N・ライアン              | 右                       | N・ライアンA・アシュビーA・ハウJ・モーガンE・カベルC・レイノルズJ・クルーズC・セデーニョT・プール | 9                            | 投                           | D・ルースベン                | 右                           | D・ルースベンB・ブーンP・ローズM・トリーヨM・シュミットL・ボーワG・ルジンスキーG・マドックスB・マクブライド |
| 先発投手                 | 先発投手                 | 先発投手                 | 投球                     | N・ライアンA・アシュビーA・ハウJ・モーガンE・カベルC・レイノルズJ・クルーズC・セデーニョT・プール | 先発投手                     | 先発投手                     | 先発投手                     | 投球                         | D・ルースベンB・ブーンP・ローズM・トリーヨM・シュミットL・ボーワG・ルジンスキーG・マドックスB・マクブライド |
| N・ライアン              | N・ライアン              | N・ライアン              | 右                       | N・ライアンA・アシュビーA・ハウJ・モーガンE・カベルC・レイノルズJ・クルーズC・セデーニョT・プール | D・ルースベン                | D・ルースベン                | D・ルースベン                | 右                           | D・ルースベンB・ブーンP・ローズM・トリーヨM・シュミットL・ボーワG・ルジンスキーG・マドックスB・マクブライド |

3回表、アストロズは二死二塁から1番テリー・プールの適時打で先制した。4回裏、フィリーズは先頭打者マイク・シュミットと次打者グレッグ・ルジンスキーの連続二塁打で同点とし、さらに一死三塁から6番ギャリー・マドックスが左前打でルジンスキーを還して逆転した。7回表、アストロズは二死無走者で9番・先発投手のノーラン・ライアンに代打を出さず、ライアンは四球で出塁する。次打者プールは右方向へ二塁打を放ち、ライアンはいったん走らずに打球の行方を見守ってしまったものの、右翼手ベイク・マクブライドの送球が逸れたことで同点のホームを踏んだ。8回表、フィリーズの投手が先発ディック・ルースベンからタグ・マグロウに代わると、アストロズは先頭打者ジョー・モーガンが二塁打で出塁し、次打者ホセ・クルーズの適時打で勝ち越した。しかしその裏、アストロズの3番手投手デーブ・スミスに対しフィリーズも、先頭打者ルジンスキーの左前打をきっかけに一死二塁とし、6番マドックスの適時打で同点に追いついた。9回はアストロズが三者凡退、フィリーズは一死満塁の好機も無得点に終わり、試合は延長戦に突入する。
10回表、フィリーズはロン・リードをイニングまたぎで続投させる。アストロズは先頭打者プールの右前打から一死一・二塁とし、4番クルーズの右前適時打で1点を勝ち越す。これに右翼手マクブライドの悪送球が重なって二・三塁となり、続く5番シーザー・セデーニョのゴロを処理した遊撃手ラリー・ボーワは本塁へ送球したが、三塁走者ラファエル・ランデストイが送球より早く生還してもう1点が加わった。次打者は途中出場の左打者デーブ・バーグマンで、フィリーズは右投手のリードから左投手のケビン・ソーシエへ継投した。だがバーグマンはソーシエから三塁打を放って2走者を還し、この回フィリーズは4得点を挙げた。その裏フィリーズは1点を返し、なお二死一・二塁と本塁打が出れば同点という場面を作って、打順を3番シュミットへまわす。しかしシュミットは右飛に打ち取られて試合が終了、アストロズが1勝1敗のタイとした。

### 第3戦 10月10日
- アストロドーム（テキサス州ヒューストン）

|                              | 1 | 2 | 3 | 4 | 5 | 6 | 7 | 8 | 9 | 10 | 11 | R | H | E |
| ---------------------------- | - | - | - | - | - | - | - | - | - | -- | -- | - | - | - |
| フィラデルフィア・フィリーズ | 0 | 0 | 0 | 0 | 0 | 0 | 0 | 0 | 0 | 0  | 0  | 0 | 7 | 1 |
| ヒューストン・アストロズ     | 0 | 0 | 0 | 0 | 0 | 0 | 0 | 0 | 0 | 0  | 1x | 1 | 6 | 1 |

1. 勝利：デーブ・スミス（1勝）
2. 敗戦：タグ・マグロウ（1敗1S）
3. 審判
［球審］ブルース・フローミング
［塁審］一塁: ダグ・ハーヴェイ、二塁: エド・バーゴ、三塁: ジェリー・クロフォード
［外審］左翼: ボブ・エンゲル、右翼: テリー・テイタ
4. 試合開始時刻: 中部夏時間（UTC-5）午後2時24分  試合時間: 3時間22分  観客: 4万4443人
詳細: MLB.com Gameday / Baseball-Reference.com

| フィラデルフィア・フィリーズ | フィラデルフィア・フィリーズ | フィラデルフィア・フィリーズ | フィラデルフィア・フィリーズ | フィラデルフィア・フィリーズ                                                                                    | ヒューストン・アストロズ | ヒューストン・アストロズ | ヒューストン・アストロズ | ヒューストン・アストロズ | ヒューストン・アストロズ                                                                                   |
| ---------------------------- | ---------------------------- | ---------------------------- | ---------------------------- | --- | ------------------------ | ------------------------ | ------------------------ | ------------------------ | --- |
| 打順                         | 守備                         | 選手                         | 打席                         | L・クリステンソンB・ブーンP・ローズM・トリーヨM・シュミットL・ボーワG・ルジンスキーG・マドックスB・マクブライド | 打順                     | 守備                     | 選手                     | 打席                     | J・ニークロL・プホルスD・ウォー · リングJ・モーガンE・カベルC・レイノルズJ・クルーズC・セデーニョT・プール |
| 1                            | 一                           | P・ローズ                    | 両                           | L・クリステンソンB・ブーンP・ローズM・トリーヨM・シュミットL・ボーワG・ルジンスキーG・マドックスB・マクブライド | 1                        | 右                       | T・プール                | 左                       | J・ニークロL・プホルスD・ウォー · リングJ・モーガンE・カベルC・レイノルズJ・クルーズC・セデーニョT・プール |
| 2                            | 右                           | B・マクブライド              | 左                           | L・クリステンソンB・ブーンP・ローズM・トリーヨM・シュミットL・ボーワG・ルジンスキーG・マドックスB・マクブライド | 2                        | 三                       | E・カベル                | 右                       | J・ニークロL・プホルスD・ウォー · リングJ・モーガンE・カベルC・レイノルズJ・クルーズC・セデーニョT・プール |
| 3                            | 三                           | M・シュミット                | 右                           | L・クリステンソンB・ブーンP・ローズM・トリーヨM・シュミットL・ボーワG・ルジンスキーG・マドックスB・マクブライド | 3                        | 二                       | J・モーガン              | 左                       | J・ニークロL・プホルスD・ウォー · リングJ・モーガンE・カベルC・レイノルズJ・クルーズC・セデーニョT・プール |
| 4                            | 左                           | G・ルジンスキー              | 右                           | L・クリステンソンB・ブーンP・ローズM・トリーヨM・シュミットL・ボーワG・ルジンスキーG・マドックスB・マクブライド | 4                        | 左                       | J・クルーズ              | 左                       | J・ニークロL・プホルスD・ウォー · リングJ・モーガンE・カベルC・レイノルズJ・クルーズC・セデーニョT・プール |
| 5                            | 二                           | M・トリーヨ                  | 右                           | L・クリステンソンB・ブーンP・ローズM・トリーヨM・シュミットL・ボーワG・ルジンスキーG・マドックスB・マクブライド | 5                        | 中                       | C・セデーニョ            | 右                       | J・ニークロL・プホルスD・ウォー · リングJ・モーガンE・カベルC・レイノルズJ・クルーズC・セデーニョT・プール |
| 6                            | 中                           | G・マドックス                | 右                           | L・クリステンソンB・ブーンP・ローズM・トリーヨM・シュミットL・ボーワG・ルジンスキーG・マドックスB・マクブライド | 6                        | 一                       | D・ウォーリング          | 左                       | J・ニークロL・プホルスD・ウォー · リングJ・モーガンE・カベルC・レイノルズJ・クルーズC・セデーニョT・プール |
| 7                            | 遊                           | L・ボーワ                    | 両                           | L・クリステンソンB・ブーンP・ローズM・トリーヨM・シュミットL・ボーワG・ルジンスキーG・マドックスB・マクブライド | 7                        | 捕                       | L・プホルス              | 右                       | J・ニークロL・プホルスD・ウォー · リングJ・モーガンE・カベルC・レイノルズJ・クルーズC・セデーニョT・プール |
| 8                            | 捕                           | B・ブーン                    | 右                           | L・クリステンソンB・ブーンP・ローズM・トリーヨM・シュミットL・ボーワG・ルジンスキーG・マドックスB・マクブライド | 8                        | 遊                       | C・レイノルズ            | 左                       | J・ニークロL・プホルスD・ウォー · リングJ・モーガンE・カベルC・レイノルズJ・クルーズC・セデーニョT・プール |
| 9                            | 投                           | L・クリステンソン            | 右                           | L・クリステンソンB・ブーンP・ローズM・トリーヨM・シュミットL・ボーワG・ルジンスキーG・マドックスB・マクブライド | 9                        | 投                       | J・ニークロ              | 右                       | J・ニークロL・プホルスD・ウォー · リングJ・モーガンE・カベルC・レイノルズJ・クルーズC・セデーニョT・プール |
| 先発投手                     | 先発投手                     | 先発投手                     | 投球                         | L・クリステンソンB・ブーンP・ローズM・トリーヨM・シュミットL・ボーワG・ルジンスキーG・マドックスB・マクブライド | 先発投手                 | 先発投手                 | 先発投手                 | 投球                     | J・ニークロL・プホルスD・ウォー · リングJ・モーガンE・カベルC・レイノルズJ・クルーズC・セデーニョT・プール |
| L・クリステンソン            | L・クリステンソン            | L・クリステンソン            | 右                           | L・クリステンソンB・ブーンP・ローズM・トリーヨM・シュミットL・ボーワG・ルジンスキーG・マドックスB・マクブライド | J・ニークロ              | J・ニークロ              | J・ニークロ              | 右                       | J・ニークロL・プホルスD・ウォー · リングJ・モーガンE・カベルC・レイノルズJ・クルーズC・セデーニョT・プール |

アストロズの先発投手ジョー・ニークロは、10月6日に急遽組まれた地区優勝決定ワンゲームプレイオフで先発登板したため、今シリーズでは第1戦での先発が不可能になり、この日の第3戦にまわった。ニークロは初回表二死二塁→2回表無死二塁→3回表一死二・三塁と、序盤の3イニング連続で得点圏に走者を背負うが全て無失点で凌いだ。その一方、フィリーズの先発投手ラリー・クリステンソンも、初回裏一死一・三塁と6回裏一死一・二塁の危機を、いずれも相手打者を内野ゴロ併殺に打ち取って切り抜けた。6回裏の併殺では、打者走者シーザー・セデーニョが一塁を駆け抜けたときに右足首を痛めて負傷退場する。複雑脱臼および靭帯損傷でその日のうちに手術を受け、今ポストシーズンの出場は絶望となった。結果的には翌年の復帰以降も、全盛期の輝きを取り戻せないまま選手生活を終えることとなる。
7回表、フィリーズは9番クリステンソンに代打を送り、その裏から継投に入った。アストロズは、7回以降もニークロに続投させた。ニークロとフィリーズ救援投手陣は互いに相手の得点を許さず、0－0のまま試合は延長戦に突入した。ニークロは10回表も無失点で終え、その裏の打順で代打を出されてマウンドを降りた。11回裏、アストロズは先頭打者ジョー・モーガンが三塁打で出塁し、代走にラファエル・ランデストイを送る。フィリーズの3番手投手タグ・マグロウは、続く2打者を敬遠する満塁策を採った。ここで打席に立った6番デニー・ウォーリングは、0ボール2ストライクからの3球目を左翼へ打ち上げてランデストイを還す犠牲フライとし、アストロズがサヨナラ勝利で初のリーグ優勝に王手をかけた。犠牲フライによる得点のみの1－0の試合は、ポストシーズン史上初である。

### 第4戦 10月11日
- アストロドーム（テキサス州ヒューストン）

|                              | 1 | 2 | 3 | 4 | 5 | 6 | 7 | 8 | 9 | 10 | R | H  | E |
| ---------------------------- | - | - | - | - | - | - | - | - | - | -- | - | -- | - |
| フィラデルフィア・フィリーズ | 0 | 0 | 0 | 0 | 0 | 0 | 0 | 3 | 0 | 2  | 5 | 13 | 0 |
| ヒューストン・アストロズ     | 0 | 0 | 0 | 1 | 1 | 0 | 0 | 0 | 1 | 0  | 3 | 5  | 1 |

1. 勝利：ウォーレン・ブラスター（1勝）
2. セーブ：タグ・マグロウ（1敗2S）
3. 敗戦：ジョー・サンビート（1敗）
4. 審判
［球審］ダグ・ハーヴェイ
［塁審］一塁: エド・バーゴ、二塁: ジェリー・クロフォード、三塁: ボブ・エンゲル
［外審］左翼: テリー・テイタ、右翼: ブルース・フローミング
5. 昼間試合  試合時間: 3時間55分  観客: 4万4952人
詳細: MLB.com Gameday / Baseball-Reference.com

| フィラデルフィア・フィリーズ | フィラデルフィア・フィリーズ | フィラデルフィア・フィリーズ | フィラデルフィア・フィリーズ | フィラデルフィア・フィリーズ                                                                          | ヒューストン・アストロズ | ヒューストン・アストロズ | ヒューストン・アストロズ | ヒューストン・アストロズ | ヒューストン・アストロズ                                                                    |
| ---------------------------- | ---------------------------- | ---------------------------- | ---------------------------- | --- | ------------------------ | ------------------------ | ------------------------ | ------------------------ | ------------------------------------------------------------------------------------------- |
| 打順                         | 守備                         | 選手                         | 打席                         | S・カールトンB・ブーンP・ローズM・トリーヨM・シュミットL・ボーワL・スミスG・マドックスB・マクブライド | 打順                     | 守備                     | 選手                     | 打席                     | V・ルールL・プホルスA・ハウJ・モーガンE・カベルR・ランデストイJ・クルーズT・プールG・ウッズ |
| 1                            | 左                           | L・スミス                    | 右                           | S・カールトンB・ブーンP・ローズM・トリーヨM・シュミットL・ボーワL・スミスG・マドックスB・マクブライド | 1                        | 中                       | T・プール                | 左                       | V・ルールL・プホルスA・ハウJ・モーガンE・カベルR・ランデストイJ・クルーズT・プールG・ウッズ |
| 2                            | 一                           | P・ローズ                    | 両                           | S・カールトンB・ブーンP・ローズM・トリーヨM・シュミットL・ボーワL・スミスG・マドックスB・マクブライド | 2                        | 三                       | E・カベル                | 右                       | V・ルールL・プホルスA・ハウJ・モーガンE・カベルR・ランデストイJ・クルーズT・プールG・ウッズ |
| 3                            | 三                           | M・シュミット                | 右                           | S・カールトンB・ブーンP・ローズM・トリーヨM・シュミットL・ボーワL・スミスG・マドックスB・マクブライド | 3                        | 二                       | J・モーガン              | 左                       | V・ルールL・プホルスA・ハウJ・モーガンE・カベルR・ランデストイJ・クルーズT・プールG・ウッズ |
| 4                            | 右                           | B・マクブライド              | 左                           | S・カールトンB・ブーンP・ローズM・トリーヨM・シュミットL・ボーワL・スミスG・マドックスB・マクブライド | 4                        | 右                       | G・ウッズ                | 右                       | V・ルールL・プホルスA・ハウJ・モーガンE・カベルR・ランデストイJ・クルーズT・プールG・ウッズ |
| 5                            | 二                           | M・トリーヨ                  | 右                           | S・カールトンB・ブーンP・ローズM・トリーヨM・シュミットL・ボーワL・スミスG・マドックスB・マクブライド | 5                        | 一                       | A・ハウ                  | 右                       | V・ルールL・プホルスA・ハウJ・モーガンE・カベルR・ランデストイJ・クルーズT・プールG・ウッズ |
| 6                            | 中                           | G・マドックス                | 右                           | S・カールトンB・ブーンP・ローズM・トリーヨM・シュミットL・ボーワL・スミスG・マドックスB・マクブライド | 6                        | 左                       | J・クルーズ              | 左                       | V・ルールL・プホルスA・ハウJ・モーガンE・カベルR・ランデストイJ・クルーズT・プールG・ウッズ |
| 7                            | 遊                           | L・ボーワ                    | 両                           | S・カールトンB・ブーンP・ローズM・トリーヨM・シュミットL・ボーワL・スミスG・マドックスB・マクブライド | 7                        | 捕                       | L・プホルス              | 右                       | V・ルールL・プホルスA・ハウJ・モーガンE・カベルR・ランデストイJ・クルーズT・プールG・ウッズ |
| 8                            | 捕                           | B・ブーン                    | 右                           | S・カールトンB・ブーンP・ローズM・トリーヨM・シュミットL・ボーワL・スミスG・マドックスB・マクブライド | 8                        | 遊                       | R・ランデストイ          | 両                       | V・ルールL・プホルスA・ハウJ・モーガンE・カベルR・ランデストイJ・クルーズT・プールG・ウッズ |
| 9                            | 投                           | S・カールトン                | 左                           | S・カールトンB・ブーンP・ローズM・トリーヨM・シュミットL・ボーワL・スミスG・マドックスB・マクブライド | 9                        | 投                       | V・ルール                | 右                       | V・ルールL・プホルスA・ハウJ・モーガンE・カベルR・ランデストイJ・クルーズT・プールG・ウッズ |
| 先発投手                     | 先発投手                     | 先発投手                     | 投球                         | S・カールトンB・ブーンP・ローズM・トリーヨM・シュミットL・ボーワL・スミスG・マドックスB・マクブライド | 先発投手                 | 先発投手                 | 先発投手                 | 投球                     | V・ルールL・プホルスA・ハウJ・モーガンE・カベルR・ランデストイJ・クルーズT・プールG・ウッズ |
| S・カールトン                | S・カールトン                | S・カールトン                | 左                           | S・カールトンB・ブーンP・ローズM・トリーヨM・シュミットL・ボーワL・スミスG・マドックスB・マクブライド | V・ルール                | V・ルール                | V・ルール                | 右                       | V・ルールL・プホルスA・ハウJ・モーガンE・カベルR・ランデストイJ・クルーズT・プールG・ウッズ |

4回表、フィリーズは先頭打者ベイク・マクブライドと5番マニー・トリーヨの連打で一・二塁とする。6番ギャリー・マドックスの打球はアストロズ先発投手バーン・ルールの左足元へ落ちそうな小飛球となり、ルールはこれを処理して一塁へ送球、一塁塁審エド・バーゴはアウトを宣告した。球審ダグ・ハーヴェイは当初、ルールの打球処理について直接捕球を認めておらず、であればバーゴの判定は打者走者マドックスに向けてのものとなる。しかしハーヴェイはその後、他の審判との協議の末に判定を覆し、ルールの直接捕球を認めてアウトを宣告した。これにより、一塁走者トリーヨがリタッチせずに二塁へ進んだことに対するアストロズのアピールも認められ、併殺が成立した。判定に対する混乱が広がるなか、二塁走者マクブライドもリタッチせずに三塁へ進んでいたことから、一塁手アート・ハウはボールを持って二塁を踏み、三重殺を主張した。フィリーズ側の抗議を受けた審判団は、客席の最前列にいたナショナルリーグ会長チャブ・フィーニーとも協議し、併殺を認める一方で三重殺は不成立として、二死二塁で試合を再開することとした。これに対し、両チームがリーグへの提訴を表明した。再開後、7番ラリー・ボーワは二ゴロに倒れた。
アストロズは、4回裏一死一・三塁から5番ハウの犠牲フライで先制点を挙げ、5回裏一死三塁から8番ラファエル・ランデストイの適時打でもう1点を加える。だが6回裏にも一死満塁としながら、7番ルイス・プホルスの右飛で三塁走者ゲイリー・ウッズの離塁が早かったとフィリーズがアピールし、併殺で3点目を逃した。フィリーズは7回裏にも二死満塁の危機を無失点で乗り切ると、その直後の8回表に無死一・二塁から2番ピート・ローズの適時打で1点を返す。これにより、第2戦の延長10回裏終了から始まった連続イニング無得点記録は、ポストシーズン史上最長の17.1イニングで止まった。アストロズはここで先発投手ルールからデーブ・スミスへ継投するが、フィリーズは3番マイク・シュミットの適時内野安打で同点に追いつく。さらに一死後、5番トリーヨが3番手投手ジョー・サンビートから犠牲フライを放ち、勝ち越しに成功した。その裏からフィリーズは5番手投手ウォーレン・ブラスターを投入し、逃げ切りを図った。しかし2イニング目の9回裏、アストロズは先頭打者ランデストイの四球から一死二塁とし、1番テリー・プールの適時打で3－3の同点にして、試合を3試合連続の延長戦にもつれ込ませた。
フィリーズは10回表、一死から2番ローズが中前打で出塁する。一死後、マウンド上のサンビートが左投手であることから、左打者の4番マクブライドの打順で代打に右打者のグレッグ・ルジンスキーを送った。ルジンスキーは左翼へ二塁打を放ち一塁走者ローズが生還、フィリーズが1点を勝ち越した。これに次打者トリーヨも二塁打で続き、5－3となった。その裏、フィリーズの抑え投手タグ・マグロウが登板し、3番ジョー・モーガンから始まる相手打線を三者凡退に片付けて試合を締めた。これでシリーズは2勝2敗の五分となった。4回表の判定に関する提訴は試合後、フィリーズ側は試合に勝利したため自ら取り下げ、アストロズ側のは試合結果への影響なしとしてフィーニーに却下された。
試合会場アストロドームは野球専用球場ではなく、アメリカンフットボールでも使用される。この日は昼のシリーズ第4戦終了後にフィールドをアメフト仕様に替え、午後7時からはカレッジフットボールのヒューストン・クーガーズ（ヒューストン大学）対テキサスA&Mアギーズ（テキサスA&M大学）戦を開催予定だった。しかしシリーズ第4戦が長引いたため、アメフトの試合は開始が午後11時33分までずれ込み、終わったのは翌日午前2時41分だった。

### 第5戦 10月12日
- アストロドーム（テキサス州ヒューストン）

|                              | 1 | 2 | 3 | 4 | 5 | 6 | 7 | 8 | 9 | 10 | R | H  | E |
| ---------------------------- | - | - | - | - | - | - | - | - | - | -- | - | -- | - |
| フィラデルフィア・フィリーズ | 0 | 2 | 0 | 0 | 0 | 0 | 0 | 5 | 0 | 1  | 8 | 13 | 2 |
| ヒューストン・アストロズ     | 1 | 0 | 0 | 0 | 0 | 1 | 3 | 2 | 0 | 0  | 7 | 14 | 0 |

1. 勝利：ディック・ルースベン（1勝）
2. 敗戦：フランク・ラコーテ（1勝1敗）
3. 審判
［球審］エド・バーゴ
［塁審］一塁: ジェリー・クロフォード、二塁: ボブ・エンゲル、三塁: テリー・テイタ
［外審］左翼: ブルース・フローミング、右翼: ダグ・ハーヴェイ
4. 夜間試合  試合時間: 3時間38分  観客: 4万4802人
詳細: MLB.com Gameday / Baseball-Reference.com

| フィラデルフィア・フィリーズ | フィラデルフィア・フィリーズ | フィラデルフィア・フィリーズ | フィラデルフィア・フィリーズ | フィラデルフィア・フィリーズ                                                                                  | ヒューストン・アストロズ | ヒューストン・アストロズ | ヒューストン・アストロズ | ヒューストン・アストロズ | ヒューストン・アストロズ                                                                          |
| ---------------------------- | ---------------------------- | ---------------------------- | ---------------------------- | --- | ------------------------ | ------------------------ | ------------------------ | ------------------------ | ------------------------------------------------------------------------------------------------- |
| 打順                         | 守備                         | 選手                         | 打席                         | M・バイストロムB・ブーンP・ローズM・トリーヨM・シュミットL・ボーワG・ルジンスキーG・マドックスB・マクブライド | 打順                     | 守備                     | 選手                     | 打席                     | N・ライアンL・プホルスA・ハウJ・モーガンE・カベルC・レイノルズJ・クルーズT・プールD・ウォーリング |
| 1                            | 一                           | P・ローズ                    | 両                           | M・バイストロムB・ブーンP・ローズM・トリーヨM・シュミットL・ボーワG・ルジンスキーG・マドックスB・マクブライド | 1                        | 中                       | T・プール                | 左                       | N・ライアンL・プホルスA・ハウJ・モーガンE・カベルC・レイノルズJ・クルーズT・プールD・ウォーリング |
| 2                            | 右                           | B・マクブライド              | 左                           | M・バイストロムB・ブーンP・ローズM・トリーヨM・シュミットL・ボーワG・ルジンスキーG・マドックスB・マクブライド | 2                        | 三                       | E・カベル                | 右                       | N・ライアンL・プホルスA・ハウJ・モーガンE・カベルC・レイノルズJ・クルーズT・プールD・ウォーリング |
| 3                            | 三                           | M・シュミット                | 右                           | M・バイストロムB・ブーンP・ローズM・トリーヨM・シュミットL・ボーワG・ルジンスキーG・マドックスB・マクブライド | 3                        | 二                       | J・モーガン              | 左                       | N・ライアンL・プホルスA・ハウJ・モーガンE・カベルC・レイノルズJ・クルーズT・プールD・ウォーリング |
| 4                            | 左                           | G・ルジンスキー              | 右                           | M・バイストロムB・ブーンP・ローズM・トリーヨM・シュミットL・ボーワG・ルジンスキーG・マドックスB・マクブライド | 4                        | 左                       | J・クルーズ              | 左                       | N・ライアンL・プホルスA・ハウJ・モーガンE・カベルC・レイノルズJ・クルーズT・プールD・ウォーリング |
| 5                            | 二                           | M・トリーヨ                  | 右                           | M・バイストロムB・ブーンP・ローズM・トリーヨM・シュミットL・ボーワG・ルジンスキーG・マドックスB・マクブライド | 5                        | 右                       | D・ウォーリング          | 左                       | N・ライアンL・プホルスA・ハウJ・モーガンE・カベルC・レイノルズJ・クルーズT・プールD・ウォーリング |
| 6                            | 中                           | G・マドックス                | 右                           | M・バイストロムB・ブーンP・ローズM・トリーヨM・シュミットL・ボーワG・ルジンスキーG・マドックスB・マクブライド | 6                        | 一                       | A・ハウ                  | 右                       | N・ライアンL・プホルスA・ハウJ・モーガンE・カベルC・レイノルズJ・クルーズT・プールD・ウォーリング |
| 7                            | 遊                           | L・ボーワ                    | 両                           | M・バイストロムB・ブーンP・ローズM・トリーヨM・シュミットL・ボーワG・ルジンスキーG・マドックスB・マクブライド | 7                        | 捕                       | L・プホルス              | 右                       | N・ライアンL・プホルスA・ハウJ・モーガンE・カベルC・レイノルズJ・クルーズT・プールD・ウォーリング |
| 8                            | 捕                           | B・ブーン                    | 右                           | M・バイストロムB・ブーンP・ローズM・トリーヨM・シュミットL・ボーワG・ルジンスキーG・マドックスB・マクブライド | 8                        | 遊                       | C・レイノルズ            | 左                       | N・ライアンL・プホルスA・ハウJ・モーガンE・カベルC・レイノルズJ・クルーズT・プールD・ウォーリング |
| 9                            | 投                           | M・バイストロム              | 右                           | M・バイストロムB・ブーンP・ローズM・トリーヨM・シュミットL・ボーワG・ルジンスキーG・マドックスB・マクブライド | 9                        | 投                       | N・ライアン              | 右                       | N・ライアンL・プホルスA・ハウJ・モーガンE・カベルC・レイノルズJ・クルーズT・プールD・ウォーリング |
| 先発投手                     | 先発投手                     | 先発投手                     | 投球                         | M・バイストロムB・ブーンP・ローズM・トリーヨM・シュミットL・ボーワG・ルジンスキーG・マドックスB・マクブライド | 先発投手                 | 先発投手                 | 先発投手                 | 投球                     | N・ライアンL・プホルスA・ハウJ・モーガンE・カベルC・レイノルズJ・クルーズT・プールD・ウォーリング |
| M・バイストロム              | M・バイストロム              | M・バイストロム              | 右                           | M・バイストロムB・ブーンP・ローズM・トリーヨM・シュミットL・ボーワG・ルジンスキーG・マドックスB・マクブライド | N・ライアン              | N・ライアン              | N・ライアン              | 右                       | N・ライアンL・プホルスA・ハウJ・モーガンE・カベルC・レイノルズJ・クルーズT・プールD・ウォーリング |

この日の先発投手に、アストロズが第2戦先発から中3日のノーラン・ライアンを起用したのに対し、フィリーズは同じ第2戦先発のディック・ルースベンではなく、この年9月にデビューしたばかりの新人右腕マーティー・バイストロムを選んだ。バイストロムは前日の試合終了後、クラブハウスで監督のダラス・グリーンから「若いの、明日は先発な」と告げられ、夜はあまり眠ることができなかったという。
アストロズは初回裏、先頭打者テリー・プールが左前打で出塁後に盗塁で二塁へ、3番ジョー・モーガンの中飛で三塁へ進み、4番ホセ・クルーズの二塁打で生還して先制点を挙げる。2回表、フィリーズは一死一・二塁とし、7番ラリー・ボーワが投ゴロを放つ。ライアンがこの打球をいったん捕り損ねたため、二塁への送球ができずに併殺を逃し、ボーワのみアウトで二死二・三塁となった。8番ボブ・ブーンに対し、アストロズは敬遠で塁を埋めて9番バイストロム勝負という作戦を採らなかった。ブーンは2球目を中前へ運んで2走者を還し、フィリーズが逆転した。ライアンはこの直後から立ち直り、6回表終了までを最少の13打者で片付けた。バイストロムは毎イニング走者の出塁を許しながら、2回表と5回表には走者を本塁タッチアウトにしてもらうなど味方守備にも助けられ、1点リードを守ったまま試合を進める。しかし6回裏、先頭打者デニー・ウォーリングのライナーを左翼手グレッグ・ルジンスキーが落球したことで二塁に走者を背負うと、一死後に代打アラン・アシュビーの適時打で同点に追いつかれて降板した。
7回裏、フィリーズの3番手投手ラリー・クリステンソンに対しアストロズ打線は、先頭打者プールの右前打から二死一・二塁とし、5番ウォーリングの適時打で1点を勝ち越す。さらに二死一・三塁で次打者アート・ハウの打席の初球、クリステンソンの暴投で三塁走者クルーズも生還した。フィリーズはクリステンソンからロン・リードへ継投したが、ハウは三塁打でウォーリングを還し、アストロズがこの回3点を奪って5－2とした。8回表、フィリーズは先頭打者ボーワからの3連打で無死満塁とし、1番ピート・ローズが押し出し四球を選んで1点を返す。アストロズはここでライアンに代えて左投手のジョー・サンビートを投入し、フィリーズも左打者の2番ベイク・マクブライドの打順で代打に右打者のキース・モアランドを出した。モアランドは緩い当たりの二ゴロで、一塁走者ローズが二塁封殺となる間に1点が加わった。サンビートは1打者のみで降板し、続いてケン・フォーシュがマウンドに上がる。アストロズは二死一・三塁から、4番リードの代打デル・アンサーが適時打を放ち同点、次打者トリーヨが三塁打で2走者を還して勝ち越しに成功した。その裏、フィリーズは抑え投手タグ・マグロウをマウンドへ送り逃げ切りを図る。だが先頭打者クレイグ・レイノルズの内野安打から二死一・三塁となると、途中出場の3番ラファエル・ランデストイと4番クルーズの連続適時打で、試合は7－7の同点となった。
9回は、表はアストロズのフランク・ラコーテが、裏はフィリーズのルースベンが、それぞれ無失点に抑えて、試合は4試合連続の延長戦に入った。10回表もアストロズはラコーテを続投させる。フィリーズは一死から4番アンサーが二塁打で出塁し、次打者トリーヨの中飛でタッチアップして三塁へ進む。6番ギャリー・マドックスは初球を捉えて中堅への二塁打とし、アンサーが勝ち越しのホームを踏んだ。その裏、ルースベンは二死を取ると、最後は2番イーノス・カベルを中飛に打ち取り、三者凡退で試合を終わらせた。これにより、フィリーズが30年ぶりのワールドシリーズ出場を決めた。ボーワは「このシリーズに敗者はいない」と述べた。試合後のアストロズのクラブハウスについて、のちにハウは「25人の選手が泣いている光景は初めて見た」と振り返っている。

## 評価
『ハードボール・タイムズ』のクリス・ジャフは2011年10月、歴代のポストシーズン各シリーズについて、面白さの数値化を試みた。「1点差試合は3ポイント、1－0の試合ならさらに1ポイント」「サヨナラゲームは10ポイント、サヨナラが本塁打によるものならさらに5ポイント」「7試合制のシリーズが最終戦までもつれれば15ポイント」などというように、試合経過やシリーズの展開が一定の条件を満たすのに応じてポイントを付与することで、主観的ではなく定量的な評価を行った。その結果、同年の両リーグ優勝決定戦まで全262シリーズの平均が45ポイントのところ、今シリーズは105ポイントで歴代13位、1試合平均では21ポイントで歴代4位の高得点となった。